# Społeczność międzynarodowa
Społeczność międzynarodowa – w najszerszym ujęciu społeczeństwo całej Ziemi traktowane jako podmiot stosunków społecznych i politycznych. Często używanym jej synonimem jest określenie opinia publiczna. 
W ujęciu prawa międzynarodowego członkami społeczności międzynarodowej nie są poszczególni ludzie, lecz podmioty prawa międzynarodowego. Lista tych podmiotów jest sporna. W ujęciu wąskim zdaniem niektórych są to tylko państwa lub państwa i organizacje międzynarodowe międzyrządowe. W ujęciu niezwykle szerokim przyznaje się podmiotowość międzynarodową także wszystkim innym organizacjom międzynarodowym, osobom prawnym i fizycznym oraz jednostkom zbiorowym bez osobowości prawnej.
Definicyjnie rzecz ujmując społeczność międzynarodowa w znaczeniu węższym to - ogół państw suwerennych, utrzymujących stosunki wzajemne, które to stosunki regulowane są przez prawo międzynarodowe. Natomiast społeczność międzynarodowa w znaczeniu szerszym to - społeczność międzynarodowa w znaczeniu węższym oraz niesuwerenne podmioty, czyli wszyscy uczestnicy stosunków międzynarodowych, którzy wyposażeni są w zdolność do działań w płaszczyźnie międzynarodowej, których prawa i obowiązki są określone przez prawo międzynarodowe.
Kwestia podmiotowości międzynarodowej osób fizycznych jest bardzo sporna. Na jednostkach ciążą bowiem od pewnego czasu zarówno obowiązki (jak zakaz popełniania zbrodni wojennych, przeciwko ludzkości, ludobójstwa czy zakaz piractwa oraz odpowiedzialność za ich złamanie) jak i prawa (głównie składania petycji i skarg do sądów międzynarodowych) regulowane prawem międzynarodowym. 
Najczęściej jednak mówiąc "społeczność międzynarodowa" mamy na myśli społeczność międzynarodową w sensie umiarkowanym. Składa się ona z bezspornie akceptowanych podmiotów prawa międzynarodowego:
- państw
- organizacji międzynarodowych międzyrządowych
- państw in statu nascendi
- narodów walczących o niepodległość
- głów największych religii.